# Über sieben Brücken mußt du gehn (Film)
Über sieben Brücken mußt du gehn ist ein Film des DDR-Fernsehens aus dem Jahr 1978. In den Hauptrollen sind Viola Schweizer und Krzysztof Jedrysek zu sehen.

## Handlung
Gitta Rebus ist Anfang 20 und arbeitet als Laborantin in einem Kraftwerk in der Nähe der deutsch-polnischen Grenze. Wegen ihrer Art und Weise und ihrer zahlreichen Männerbekanntschaften hat sie in ihrem Wohnort nicht immer den besten Ruf. Doch eines Tages verliebt sich Gitta dann in den aus Polen stammenden Gastarbeiter Jerzy, der in die DDR gekommen ist um Kühltürme zu bauen. Beide werden innerhalb kurzer Zeit ein Paar.
In Gittas Wohnort Zaspenhain befindet sich ein seit mehreren Jahrzehnten leerstehendes Lagerhaus, welches in der Vergangenheit einst als Konzentrationslager diente. Dort kam im Zweiten Weltkrieg unter anderem auch der Vater von Jerzy ums Leben. Gittas Vater Alfred, der seit 1957 in Westdeutschland wohnt, war in den letzten Monaten des Krieges dort als Wachmann tätig. Doch über dieses Thema haben Gitta und Alfred noch nie wirklich gesprochen. Als Jerzy zufällig ein Gespräch zwischen den beiden mitbekommt wo Gitta sagt, dass sie auf Jerzys Liebe bereits im Vorfeld gewettet habe, reist Jerzy entrüstet wieder ab und kehrt nach Polen zurück. Doch Gitta ist mittlerweile schwanger von ihm und steht nun alleine da. Sie denkt zeitweise an Suizid. Doch dann hofft sie darauf, dass Jerzy eventuell doch wieder aus Polen zurückkehren könnte.

## Produktion und Hintergründe
Der Film wurde im Sommer 1977 in Pößneck und Umgebung gedreht. Seine Erstausstrahlung erlebte er am 30. April 1978 zur Hauptsendezeit im 1. Programm des DDR-Fernsehens. Nach der Wende wurde der Film noch mehrmals im Fernsehen wiederholt.
Die Handlung basiert auf einer im Jahr 1975 von Helmut Richter geschriebenen Liebesgeschichte, die von der unglücklichen Beziehung eines Polen mit einer Deutschen handelt.
Der Titelsong zum Film stammt von der Band Karat, wobei allerdings das Lied selbst von Ed Swillms komponiert wurde.